# Sid Ahmed Belkedrouci
Sid Ahmed Belkedrouci (Vuzsda, 1950. december 20. – 2024. augusztus 13.) válogatott algériai labdarúgó, csatár.

## Pályafutása

### Klubcsapatban
1966 és 1969 között az RCG Oran, 1969 és 1971 között a GC Mascara, 1971 és 1979 között az MC Oran, 1979–80-ban a CCB Sig labdarúgója volt. 1980 és 1982 között az USM Bel Abbès csapatában fejezte be az aktív játékot. Az MC Oran együttesével egy-egy algériai bajnoki címet és kupagyőzelmet ért el. Az 1972–73-as idényben 14 góllal, holtversenyben bajnoki gólkirály lett.

### A válogatottban
1974 és 1979 között 20 alkalommal szerepelt az algériai válogatottban és hét gólt szerzett. Részt vett az 1978-as Afrika-játékokon, ahol aranyérmet szerzett a csapattal.

## Sikerei, díjai
Algéria
- Afrika-játékok
  - aranyérmes: 1978, Algéria

 MC Oran
- Algériai bajnokság
  - bajnok: 1970–71
  - gólkirály: 1972–73 (14 gól, holtversenyben)
- Algériai kupa
  - győztes: 1975